# Wielka Głusza (gmina)
Wielka Głusza (początkowo gmina Wielka Hłusza) – dawna gmina wiejska istniejąca do 1939 roku w woj. poleskim (obecnie na Ukrainie). Siedzibą gminy była Wielka Głusza (Велика Глуша).
Początkowo gmina należała do powiatu kowelskiego. 12 grudnia 1920 r. została przyłączona do nowo utworzonego powiatu koszyrskiego pod Zarządem Terenów Przyfrontowych i Etapowych. 19 lutego 1921 r. wraz z całym powiatem weszła w skład nowo utworzonego województwa poleskiego. 12 kwietnia 1928 roku do gminy Wielka Hłusza przyłączono część obszaru gminy Lelików. 
Po wojnie obszar gminy Wielka Głusza wszedł w struktury administracyjne Związku Radzieckiego.